# Piper tenue
Piper tenue är en pepparväxtart som beskrevs av Carl Sigismund Kunth. Piper tenue ingår i släktet Piper och familjen pepparväxter. Inga underarter finns listade i Catalogue of Life.